# Ernen
Ernen (toponimo tedesco) è un comune svizzero di 509 abitanti del Canton Vallese, nel distretto di Goms.

## Storia
Nel 1872 ha inglobato il comune soppresso di Niederernen e il 19 gennaio 2005 quelli di Ausserbinn, Mühlebach e Steinhaus. Dal 2016 il borgo, grazie alla sua particolare bellezza architettonica, la sua storia e la posizione privilegiata in cui si trova è entrato a far parte dell'associazione "I borghi più belli della Svizzera".

## Monumenti e luoghi d'interesse

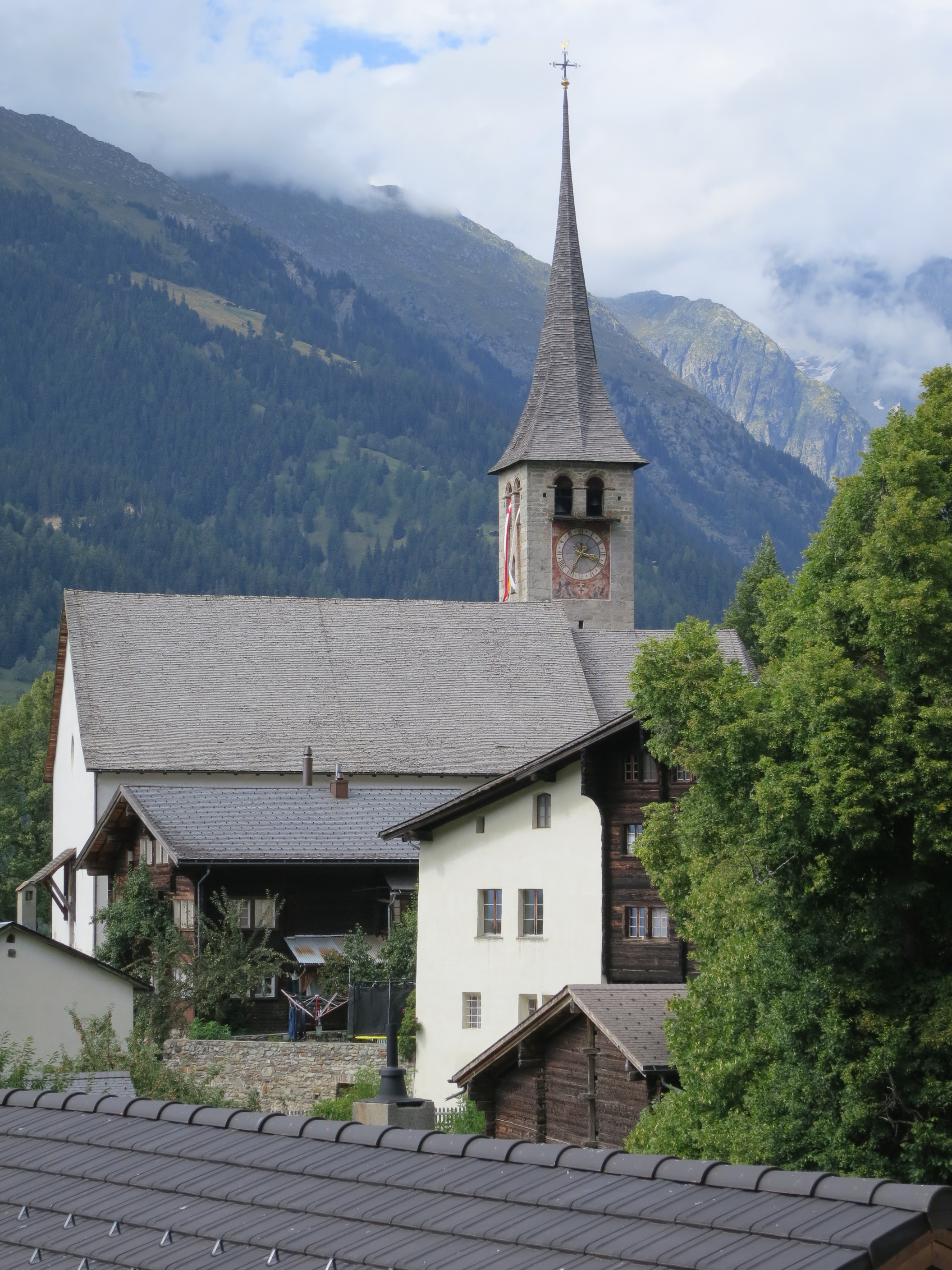
La chiesa di San Giorgio

- Chiesa parrocchiale cattolica di San Giorgio, attestata dal 1214 e ricostruita nel 1510-1518 e nel 1862-1865[1].

## Società

### Evoluzione demografica
L'evoluzione demografica è riportata nella seguente tabella (dal 1872 con Niederernen):
Abitanti censiti

## Geografia antropica

### Frazioni
- Ausserbinn[3]
- Mühlebach[4]
- Niederernen[1]
- Steinhaus[5]
  - Hofstette
  - Richelsmatt
  - Rufibord
  - Rufine

## Amministrazione
Ogni famiglia originaria del luogo fa parte del cosiddetto comune patriziale e ha la responsabilità della manutenzione di ogni bene ricadente all'interno dei confini del comune.